# 八经街道
八经街道，曾是中华人民共和国辽宁省沈阳市和平区下辖的一个乡镇级行政单位。2019年12月撤销八经街道，管辖区域并入南市场街道。

## 行政区划
八经街道下辖以下地区：
。